# HD95192
HD95192 — хімічно пекулярна зоря спектрального класу
A1 й має видиму зоряну величину в смузі V приблизно  9,1.